# Hva' gør vi nu, lille du?
"Hva' gør vi nu, lille du?" er en single fra den danske rockgruppe Gasolin', udgivet i 1976 sammen med sangen Keep On Knockin'.

## Komposition
Sangen er komponeret af gruppen selv, mens Mogens Mogensen har skrevet teksten til sangen.

## Musikvideo
I 1991 instruerede Torben Skjødt Jensen en musikvideo til sangen, hvor Allan Olsen medvirker og mimer sangens tekst. Skjødt instruerede også Som et strejf i 1993 om dansk rockhistorie.

## Hitlister
| Hitlister (1976)           | Højeste placering |
| -------------------------- | ----------------- |
| Danmark (Top10/Tipparaden) | 1                 |
| Danmark (Top 20)           | 3                 |